# 奥里城
奥里城（法語：Orry-la-Ville，法語發音：[ɔʁi la vil]）是法国瓦兹省的一个市镇，属于桑利斯区。

## 地理
奥里城（49°7'56"N, 2°30'46"E）面积12.1 平方千米，位于法国上法蘭西大區瓦兹省，该省份为法国北部内陆省份，北起索姆省，西接厄尔省和滨海塞纳省，南至塞纳-马恩省和瓦兹河谷省，东临埃纳省。
与奥里城接壤的市镇（或旧市镇、城区）包括：尚蒂伊、塞尔瓦地区拉沙佩勒、夸拉福雷、蓬塔尔梅、吕扎什。

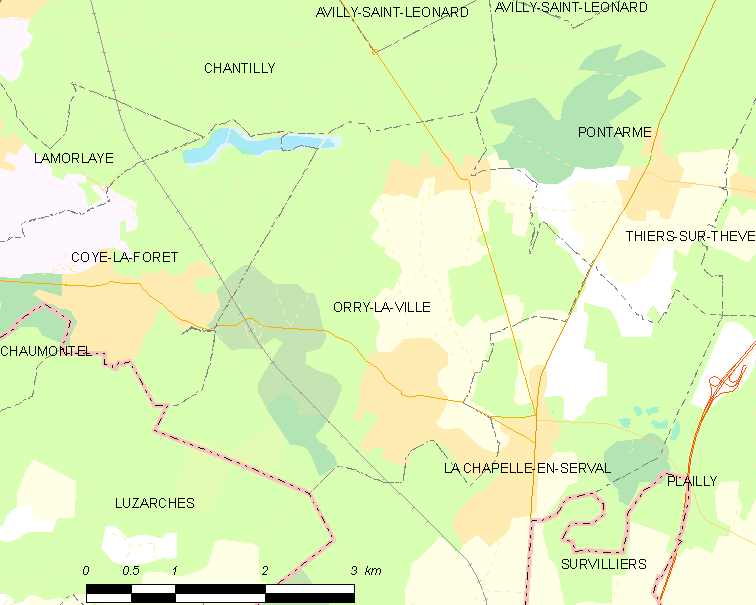
奥里城的OSM定位图

奥里城的时区为UTC+01:00、UTC+02:00（夏令时）。

## 行政
奥里城的邮政编码为60560，INSEE市镇编码为60482。

## 政治
奥里城所属的省级选区为桑利斯县。

## 人口

1962-2008年间奥里城人口变化图示

奥里城于2022年1月1日时的人口数量为3519人。